# Queen on Air
Queen on Air - The Complete BBC Sessions is een compilatiealbum van de rockgroep Queen, dat is uitgebracht op 4 november 2016. Het album bestaat uit alle zes de opnamesessies die Queen voor de BBC opnam tussen 1973 en 1977. Daarnaast zijn er delen van drie concerten die allemaal ooit op de radio zijn uitgezonden en bevat het ook interviews met de bandleden.

## Achtergrond
Tussen februari 1973 en oktober 1977 werd Queen zes keer uitgenodigd door de BBC om voor de radioshow van John Peel een aantal nummers op te nemen. Hierbij werden onder anderen nieuwe versies opgenomen van hun debuutsingle "Keep Yourself Alive", hun tweede single "Liar" en andere bekende nummers als "Now I'm Here" en "Stone Cold Crazy". Tijdens de laatste sessie werd er ook een alternatieve versie van "We Will Rock You" opgenomen, waarin de reguliere versie werd opgevolgd door een snellere versie die aan het eind van de jaren '70 vaak werd gebruikt om liveoptredens van de band te openen.
Een aantal nummers uit de BBC-sessies waren eerder officieel uitgebracht op het album Queen at the Beeb en op single- en albumuitgaven als extra tracks. De volledige eerste en de derde opnamesessie verschenen in 1989 op Queen at the Beeb Daarnaast verscheen de gehele eerste sessie, met uitzondering van "Keep Yourself Alive", op de cd-single van "Let Me Live" uit 1996. "See What a Fool I've Been" uit de tweede sessie en "Nevermore" uit de vierde sessie verschenen op de heruitgave van Queen II in 2011. Uit de vijfde sessie verschenen "Flick of the Wrist" en "Tenement Funster" op de heruitgave van Sheer Heart Attack in 2011. Tot slot werden uit de laatste sessie "My Melancholy Blues" en "Spread Your Wings" uitgebracht op de heruitgave van News of the World in 2011.
Naast de BBC-opnames staan er ook hoogtepunten van drie Queen-concerten tussen 1973 en 1986 die allemaal op de radio waren uitgezonden. Het eerste deel van deze cd komt uit het concert in de Golders Green Hippodrome in Londen op 13 september 1973 als het eerste concert ter promotie van hun debuutalbum Queen. Het tweede deel komt uit het concert in het Estádio do Morumbi in São Paulo als onderdeel van het South America Bites the Dust-deel van de tournee ter promotie van The Game op 20 maart 1981. Het laatste concert werd gehouden tijdens de laatste tournee van Queen ter promotie van A Kind of Magic in de Maimarkt-Gelände in Mannheim op 21 juni 1986.
Het album bevat ook zeventien interviews met de bandleden die waren gehouden tussen 1976 en 1992. Zo werden er interviews gehouden ter promotie van albums als A Day at the Races, News of the World, Live Killers, Hot Space en The Works, alsmede het laatste interview dat de vier bandleden ooit samen geven als onderdeel van Queen for an Hour in 1989. Tot slot zijn er twee interviews uit 1992 waarin gitarist Brian May zich uitspreekt over het overlijden van zanger Freddie Mercury een jaar eerder.

## Tracklist
- Zowel de 2 cd-versie als de 3lp-versie van het album bevatten alleen de sessies die Queen opnam voor de BBC tussen 1973 en 1977. Hieronder staat de tracklist van de 6 cd-versie weergegeven.

Cd 1 - The Complete BBC Radio Sessions
- Tracks 1-4 opgenomen op 5 februari 1973, tracks 5-8 opgenomen op 25 juli 1973, tracks 9-12 opgenomen op 3 december 1973.

1. "My Fairy King" (Mercury)
2. "Keep Yourself Alive" (May)
3. "Doing All Right" (May/Tim Staffell)
4. "Liar" (Mercury)
5. "See What a Fool I've Been" (May)
6. "Keep Yourself Alive" (May)
7. "Liar" (Mercury)
8. "Son and Daughter" (May)
9. "Ogre Battle" (Mercury)
10. "Modern Times Rock 'n' Roll" (Roger Taylor)
11. "Great King Rat" (Mercury)
12. "Son and Daughter" (May)

Cd 2 - The Complete BBC Radio Sessions
- Tracks 1-3 opgenomen op 3 april 1974, tracks 4-7 opgenomen op 16 oktober 1974, tracks 8-12 opgenomen op 28 oktober 1977.

1. "Modern Times Rock 'n' Roll (Taylor)
2. "Nevermore" (Mercury)
3. "White Queen (As It Began)" (May)
4. "Now I'm Here" (May)
5. "Stone Cold Crazy" (John Deacon/May/Mercury/Taylor)
6. "Flick of the Wrist" (Mercury)
7. "Tenement Funster" (Taylor)
8. "We Will Rock You" (May)
9. "We Will Rock You (Fast)" (May)
10. "Spread Your Wings" (Deacon)
11. "It's Late" (May)
12. "My Melancholy Blues" (Mercury)

Cd 3 - Queen Live on Air
- Tracks 1-8 opgenomen in de Golders Green Hippodrome in Londen op 13 september 1973, tracks 9-16 opgenomen in het Estádio do Morumbi in São Paulo op 20 maart 1981, tracks 17-24 opgenomen in de Maimarkt-Gelände in Mannheim op 21 juni 1986.

1. "Procession (Intro Tape)" (May)
2. "Father to Son" (May)
3. "Son and Daughter" (May)
4. "Guitar Solo" (May)
5. "Son and Daughter (Reprise)" (May)
6. "Ogre Battle" (Mercury)
7. "Liar" (Mercury)
8. "Jailhouse Rock" (Leiber/Stroller)
9. "Intro" (Taylor)
10. "We Will Rock You (Fast)" (May)
11. "Let Me Entertain You" (Mercury)
12. "I'm in Love with My Car" (Taylor)
13. "Alright Alright (Improvisation)" (Deacon/May/Mercury/Taylor)
14. "Dragon Attack" (May)
15. "Now I'm Here (Reprise)" (May)
16. "Love of My Life" (Mercury)
17. "A Kind of Magic" (Taylor)
18. "Vocal Improvisation" (Mercury)
19. "Under Pressure" (David Bowie/Deacon/May/Mercury/Taylor)
20. "Is This the World We Created...?" (May/Mercury)
21. "(You're So Square) Baby I Don't Care" (Leiber/Stroller)
22. "Hello Mary Lou (Goodbye Heart)" (Gene Pitney)
23. "Crazy Little Thing Called Love" (Mercury)
24. "God Save the Queen" (Traditionel, arrangementen May)

Cd 4 - Queen on Air - The Interviews (1976-1980)
- Track 1 uitgezonden op Capital Radio, tracks 2-5 uitgezonden op BBC Radio 1.

1. "Freddie with Kenny Everett, 'A Day at the Races' album, November 1976"
2. "Queen Interview with Tom Browne, 'News of the World' album, Christmas 1977"
3. "Roger with Richard Skinner, Live Killers album, June 1979"
4. "Roger with Tommy Vance, 'Flash Gordon' album and film, December 1980"
5. "Roy Thomas Baker 'The Record Producers'"

Cd 5 - Queen on Air - The Interviews (1981-1986)
- Tracks 1-7 uitgezonden op BBC Radio 1, track 8 uitgezonden op Capital Radio.

1. "John interview, South American tour, March 1981"
2. "Brian on 'Rock On' with John Tobler, Hot Space album, June 1982"
3. "Brian on 'Saturday Live' with Richard Skinner and Andy Foster, 'The Works' album, March 1984"
4. "Freddie on 'Newsbeat', The Works Tour, August 1984"
5. "Brian on 'Newsbeat', 'The Works' album, September 1984"
6. "Freddie on 'Saturday Live' with Graham Neale, 'The Works' album, September 1984"
7. "Freddie with Simon Bates, April 1985"
8. "Brian on 'The Way It Is' with David 'Kid' Jensen. Wembley Stadium, London, July 1986"

Cd 6 - Queen On Air - The Interviews (1986-1992)
- Tracks 1-2 uitgezonden op BBC Radio 1, tracks 3-4 uitgezonden op BBC Radio 2.

1. "Roger interview, 'My Top Ten' with Andy Peebles, May 1986"
2. "'Queen for an Hour' interview with Mike Read, 'The Miracle' album, May 1989"
3. "Brian with Simon Bates, 'Freddie and Too Much Love Will Kill You', August 1992"
4. "Brian with Johnnie Walker, 'Freddie and the Tribute Concert', October 1992"